# Ґрабувець (Цехановський повіт)
Ґрабувець (пол. Grabówiec) — село в Польщі, у гміні Ойжень Цехановського повіту Мазовецького воєводства.
Населення — 98 осіб (2011).
У 1975-1998 роках село належало до Цехановського воєводства.

## Демографія
Демографічна структура станом на 31 березня 2011 року:
|          | Загалом | Допрацездатний вік | Працездатний вік | Постпрацездатний вік |
| -------- | ------- | ------------------ | ---------------- | -------------------- |
| Чоловіки | 50      | 11                 | 34               | 5                    |
| Жінки    | 48      | 11                 | 27               | 10                   |
| Разом    | 98      | 22                 | 61               | 15                   |